# Hotel Occidental Bilbao
El Hotel Occidental Bilbao es un hotel de cuatro estrellas situado en la Avenida Zumalacarregui de la villa de Bilbao, entre los barrios de Santuchu y Begoña, junto a la Basílica de Nuestra Señora de Begoña y el puente homónimo.

## Historia
Antiguo Barceló Avenida, fue sometido a una profunda reforma gestionada por RafaelHoteles, siendo reabierto como Holiday Inn Bilbao.
Sus bajos estuvieron ocupados por el gimnasio Fitness Place, cuyo inesperado cierre dejó un reguero de reclamaciones en octubre de 2012. Más de un año después, en enero de 2014, fue sustituido por un nuevo gimnasio de lujo, el segundo que abrió en la ciudad la cadena Metropolitan.
A partir del 30 de diciembre de 2016, Barceló Hotel Group firmó un nuevo contrato de alquiler con el que recuperó el antiguo Barceló Avenida, que a partir de dicha fecha se unió a la cadena como Occidental Bilbao.

## Comunicaciones
- Estación de Santutxu (salida Zabalbide) del metro de Bilbao.
- Línea 48 de Bilbobus.